# T-34教練機
比奇航空器T-34「導師」教練機（英語：Beechcraft T-34 Mentor）是一款由美國比奇飛機公司35型機「富豪」（Beechcraft Model 35 "Bonanza"）衍生而來的單引擎螺旋槳軍用教練機；1940年代出產的早期機型使用活塞發動機，自T-34C開始改用渦輪螺旋槳噴射發動機。自1940年代末期、1950年代初期問世以來，T-34持續在許多國家服役。

## 歷史
T-34是由美國飛行員、航空器業者華特·比奇（英語：Walter Beech）設計，由比奇航空器35型機「富豪」衍生而來，用以取代美軍當時使用的T-6「德州人」（英語：T-6 Texan）教練機。T-34的原始設計沿用「富豪」機的特殊V字型尾翼，但為配合當時保守的軍方，1948年的定案改用傳統尾翼；其單列雙座駕駛艙採用玻璃泡型艙罩。
首航是在1948年12月2日由比奇航空器的試飛員Vern Carstens完成的。當時美國空軍訂購3架測試機並賦予「YT-34」編號。1953年YT-34被賦予T-34編號開始正式服役於美國空軍，1955年5月，T-34B開始服役於美國海軍。T-34A由1953年開始量產直到1956年，加拿大、日本，以及阿根廷都曾在原廠授權下自行生產。美國空軍於1960年開始以T-37鳴鳥式教練機替換T-34；然而直到21世紀仍有許多國家的海空軍維持使用T-34。

## 機種
- YT-34：原型，僅3架出廠。
- T-34A：美國空軍教練機，1960被Cessna T-37取代。（450架出廠）
- T-34B：美國海軍教練機。1970被T-34C取代。（423架出廠）
- T-34C渦輪導師：渦輪螺旋槳噴射發動機雙座初級教練機。
  - T-34C-1：教練／輕攻擊機，出口機型。
  - 渦輪導師34C（英語：Turbine Mentor 34C）：民用型
  - YT-34C：配渦輪螺旋槳噴射發動機的T-34B，T-34C原型，僅2架出廠。

### 渦輪螺旋槳噴射引擎

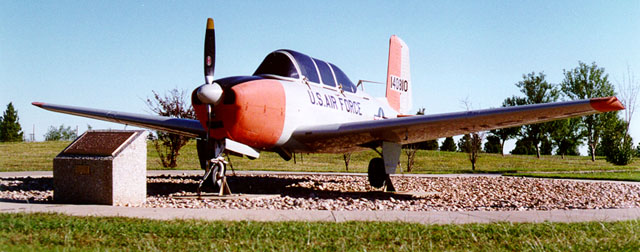
除役後公開展示的美國空軍T-34B「導師」教練機

T-34A、T-34B「導師」配備傳統氣缸發動機

T-34C「渦輪導師」（英語：Turbo-Mentor）配備渦輪螺旋槳噴射發動機。
當前美國海軍、海軍陸戰隊、中華民國空軍仍使用T-34C做為初級教練機。

### T-34C技術規格
基本信息
- 机组：雙座

性能
- g limit: 4.5 positive, 2.3 negative

## 使用者

### 軍方使用

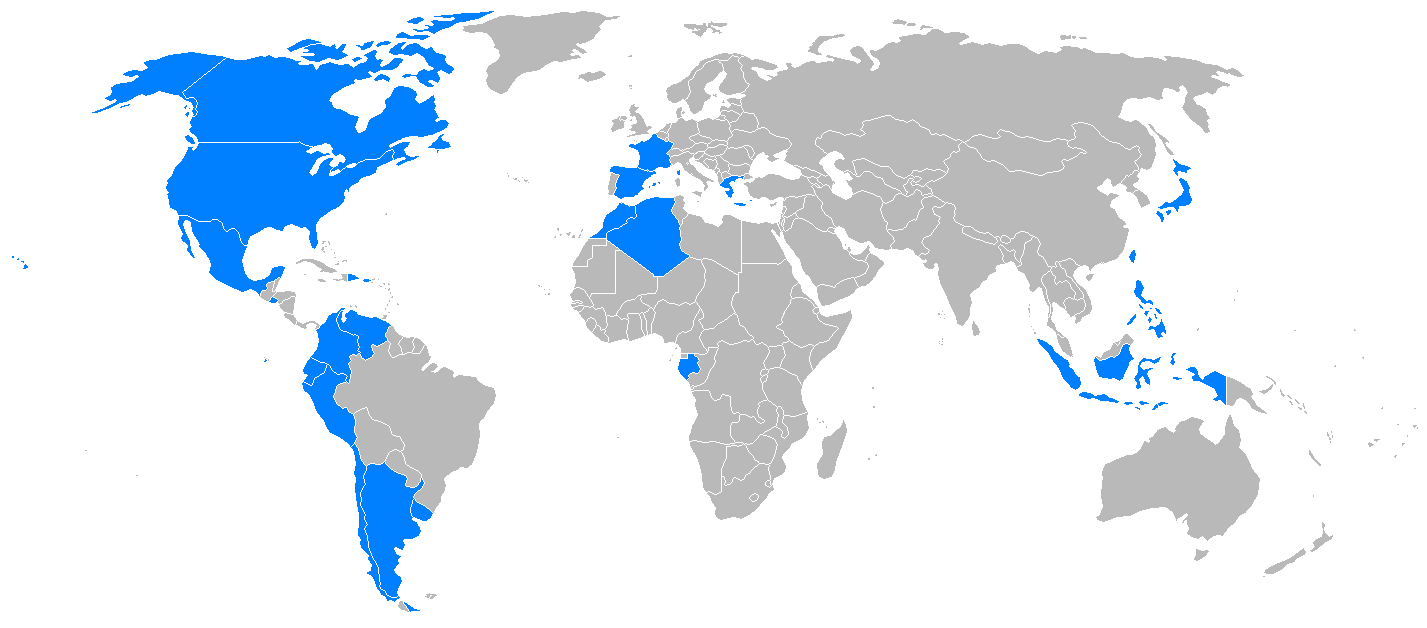
使用T-34的國家

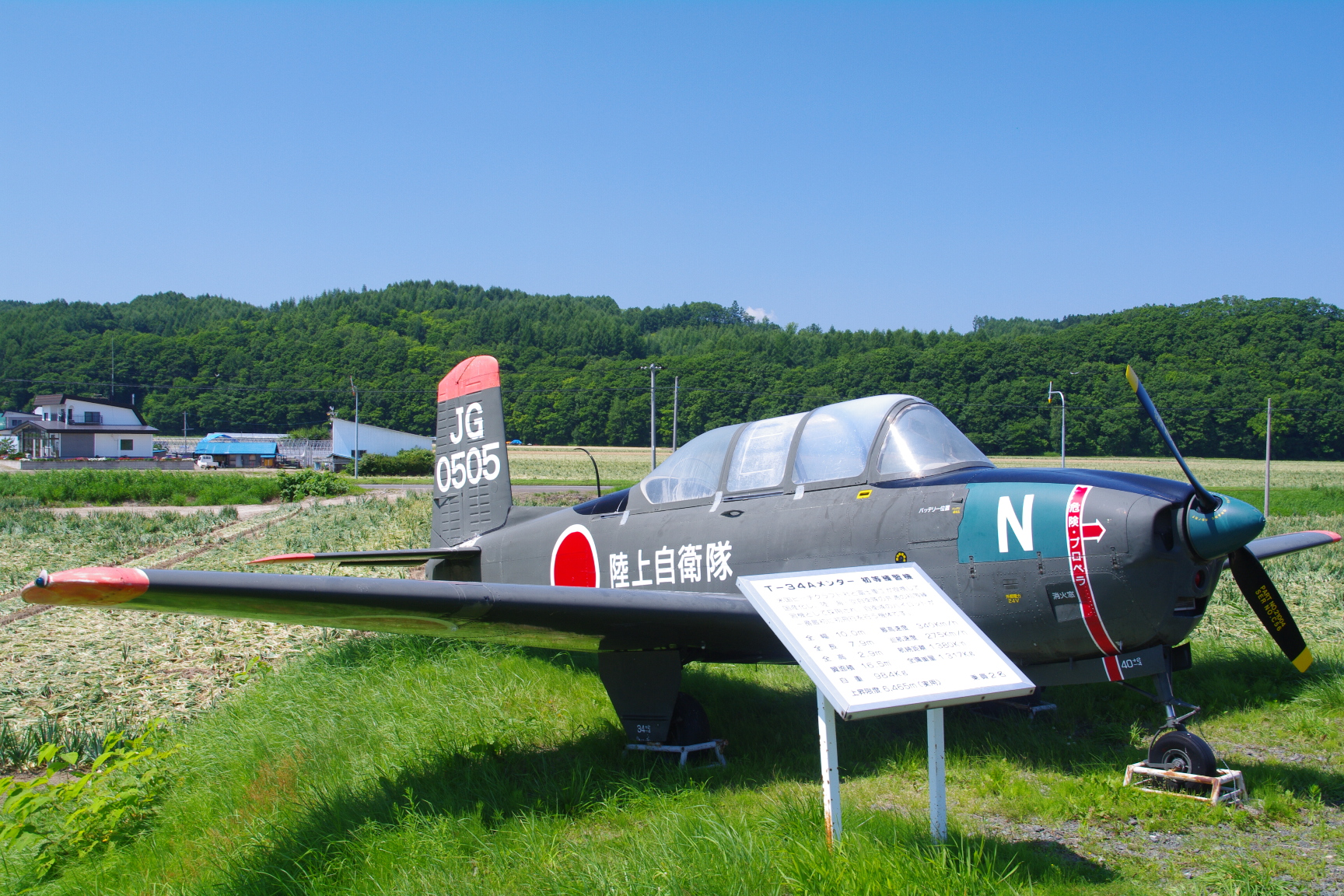
陸上自衛隊的LM-1

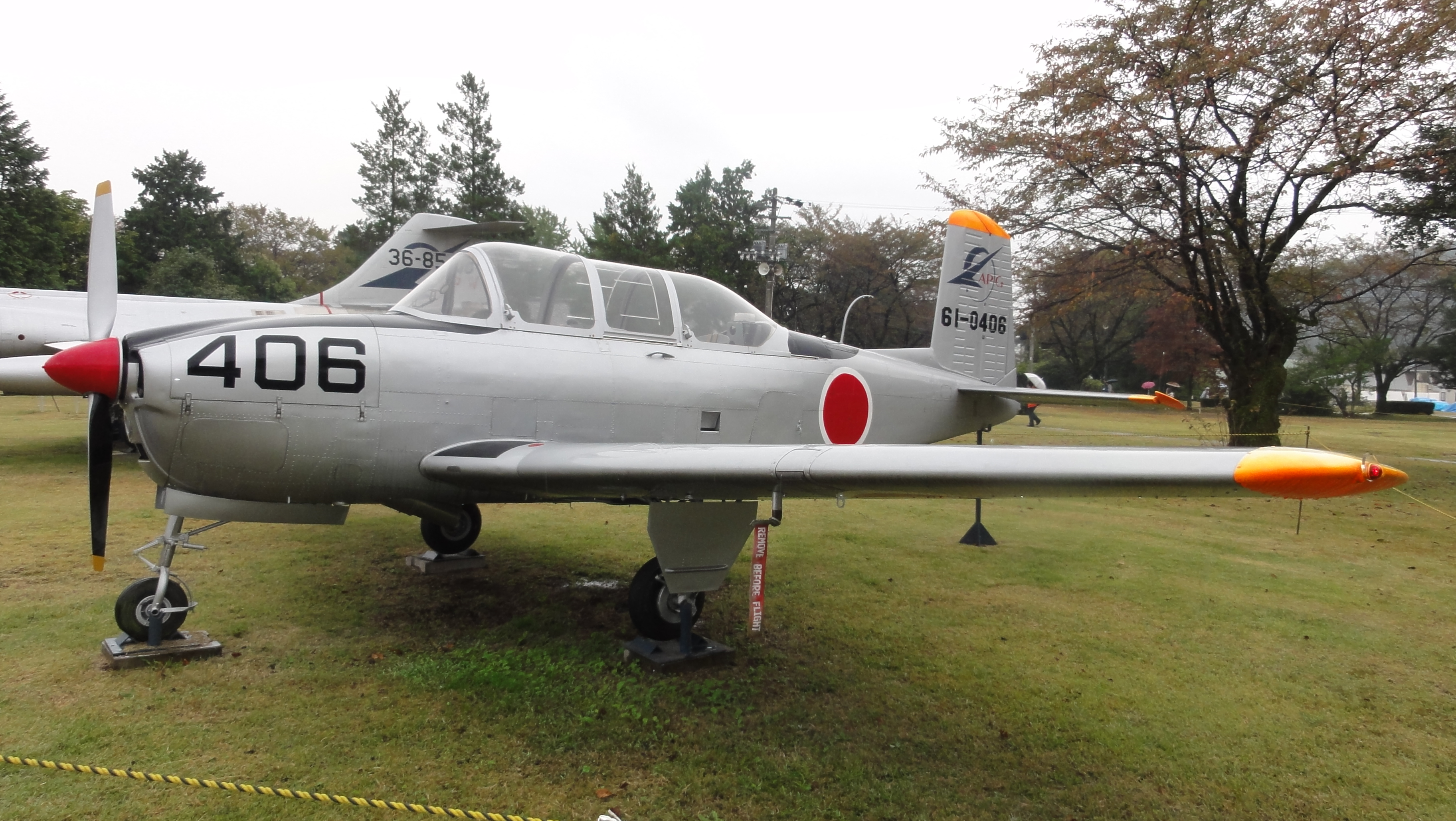
航空自衛隊的T-34A

| - 阿尔及利亚 - 阿根廷 - 加拿大 - 智利 - 哥伦比亚 - 薩爾瓦多 - 法國 - 加彭 - 希腊 | - 印度尼西亞 - 日本(詳見LM-1日光聯絡機) - 墨西哥 - 摩洛哥 - 秘魯 - 菲律賓 - 西班牙 - 中華民國 - 美国 - 乌拉圭 - 委內瑞拉 |

### 非軍方使用
- 美國

| - - Dragon Flight - Lima Lima Flight Team - 美國國家航空暨太空總署 - The San Diego Salute |

## 中華民國空軍與T-34教練機

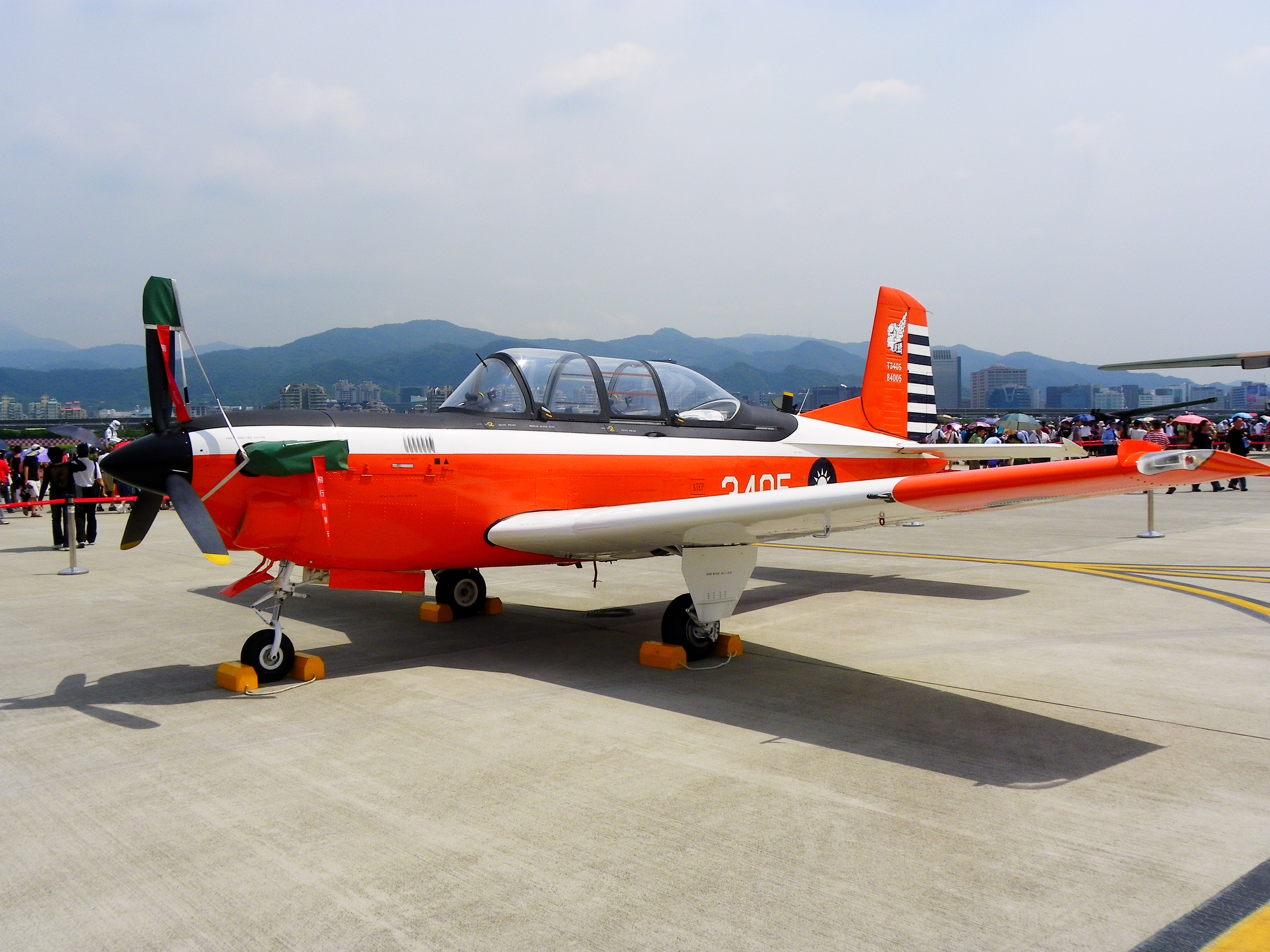
中華民國空軍T-34C初級教練機

中華民國空軍自1985年採購T-34C，共採購49架，目前仍有40架服役。

### 中華民國空軍T-34失事與事故紀錄
- 1987年8月25日，一架因性能課目操作不當且改正不及在台南縣官田鄉珊瑚潭墜機，導致一名飛行生殉職(空軍官校學生汪明勝)。
- 1988年5月19日，一架(編號3421)因機械故障在高雄縣阿蓮鄉失控墜毀衝入民宅，造成機上教官與飛行生殉職（中校教官方明權、空軍官校學生鄧順嘉），以及地面民眾五死三傷。
- 1990年3月23日，一架在台南縣後壁鄉墜毀，造成一名飛行生殉職（空軍官校學生曹樹華）。
- 1990年4月3日，一架實施儀器飛行，不幸在嘉義縣曾文水庫墜毀，造成機上兩名飛官與飛行生殉職（上尉教官蔡益和、空軍官校71期學生桂海倫）。
- 1996年4月8日，一架因發動機故障迫降荖濃溪，造成兩名飛官輕傷（中校胡功年、中尉張建農）。
- 2002年9月12日，一架因鳥擊而迫降台中市北屯區軍功國小附近，機上一名飛官受到輕傷（中校齊文國頸椎受傷，少校劉金祥未受傷）；此事件後，T-34教練機一度停飛，進行全面檢測。
- 2010年1月26日，一架在高雄縣那瑪夏鄉失去聯繫，機上飛官與飛行生兩人殉職（中校退伍民聘教官饒健保、學生陳澤宇）。
- 2010年12月15日，一架在高雄縣六龜鄉紅水坑不慎墜毀，機上飛官與飛行生兩人殉職（中校退伍民聘教官牛鵬育、學生劉哲宏）。
- 2011年5月29日，一架教練機(編號3413)在屏東縣高樹大橋附近的高屏溪溪床迫降，機上兩員飛官與飛行生平安（上校教官賴紋由、少尉學官陳厚郡）。
- 2015年9月17日，上午7時33分，一架由孔姓教官與陳姓學員共乘的教練機(編號3405)在執行完飛行訓練任務後，準備放學員進行首次單飛。在7時42分於地面執行螺距順槳程序，教官發現落地時應關閉的航行燈未關，於是上機提醒學員，卻發現發動機突然熄火冒白煙。
- 2016年3月2日，下午3時21分，一架教練機(編號3433)由少尉飛行學員何寬庶駕駛，執行單飛起落航線飛行訓練，落地時偏離跑道，停在跑道左側1500呎處草原，學員經送醫檢查無大礙，詳細肇事原因及飛機損傷情形相關單位調查中。
- 2018年5月18日，空軍官校18日發生兩起T-34C初級教練機的飛安意外，分別是座艙罩遭鳥擊及學員操作不當，造成螺旋槳撞擊地面受損，所幸無人傷亡。

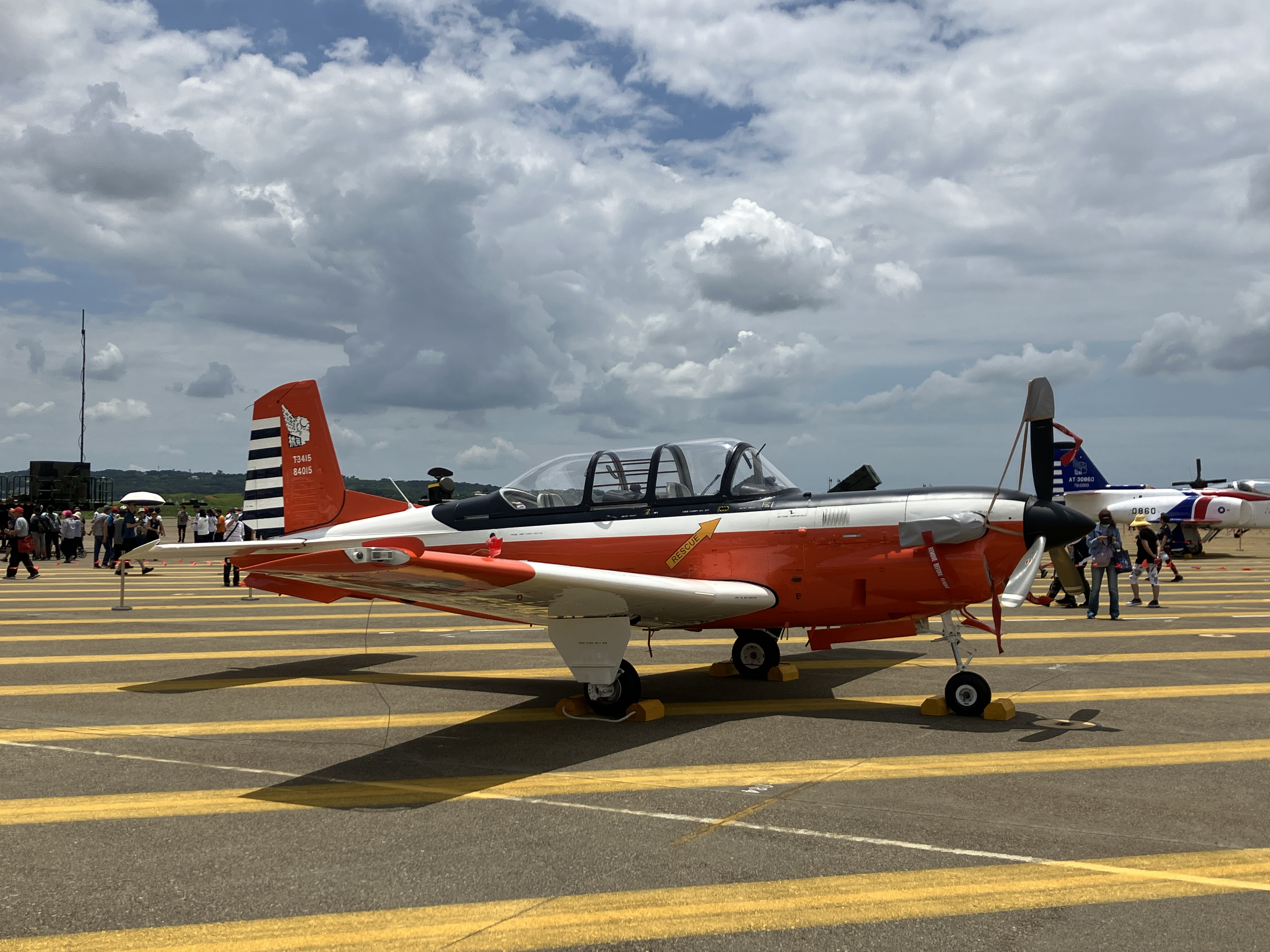
中華民國空軍T-34C(編號3415)初級教練機

### 榮耀
- 2015年11月，T-34C教練機（編號3428﹚飛行鐘點達1萬小時，為中華民國空軍T-34C教練機首架。
- 2017年8月13日，空軍官校基本飛行訓練組的朱偉民聘雇教官(空軍官校66期（74年班）畢業，自民國79年起擔任教官帶飛，民國85年退伍轉任文職的約聘教官，27年來帶過百餘位飛行生。)，T-34教練機飛行時數迄今已經累積超過1萬1800小時，創下空軍航飛線上有史以來單一機種飛行時數的記錄。今年年初，朱偉民聘雇教官接受T-34教練機原廠比奇飛機公司（Beechcraft）頒授「飛行時數破1萬小時」證書認證。

## 類似機種
- T-6 Texan II
- T-28 Trojan（英语：T-28 Trojan）
- P-3教練機

## 註腳
1. ↑  .   [2007-06-20]. （原始内容存档于2009-02-26）.

## 相關連結
- 比奇飛機公司
- Beechcraft Bonanza（英语：Beechcraft Bonanza）
- Beechcraft Travel Air（英语：Beechcraft Travel Air）
- Beechcraft Baron（英语：Beechcraft Baron）
- Fuji KM-2（英语：Fuji KM-2）
- 中華民國空軍軍備

## 外部連結
- Navy.mil - Standard Aircraft Characteristics: T-34B Mentor
- GlobalSecurity.org: T-34 Mentor/T-34C Turbo Mentor（页面存档备份，存于）
- FAS Military Analysis Network: T-34C Turbo Mentor（页面存档备份，存于）
- US Navy Fact File: T-34C Turbo Mentor（页面存档备份，存于）
- T-34 Association: Non-profit organization dedicated to "Keep 'em flyin".（页面存档备份，存于）